# Pandemia de COVID-19 en Lima Metropolitana
El primer caso de la pandemia de COVID-19 en Lima Metropolitana (Lima-Callao), capital del Perú, inició el 6 de marzo de 2020. El área metropolitana abarca a la Provincia Constitucional del Callao y a la autónoma Provincia de Lima, al oeste del departamento de Lima.
Lima Metropolitana abarca a las ciudades de Lima y Callao, capital y principal puerto del Perú respectivamente, el primer caso de coronavirus también fue el primer caso a nivel del todo el país. A pesar de tener la mayor población nacional, la tasa de infección registrado es de 1.49% en la Provincia de Lima, siendo la segunda con mayor tasa de infección superado por la Provincia constitucional del Callao por un 1.59%.

## Cronología

### 2020: Brote inicial, crecimiento exponencial y primera ola

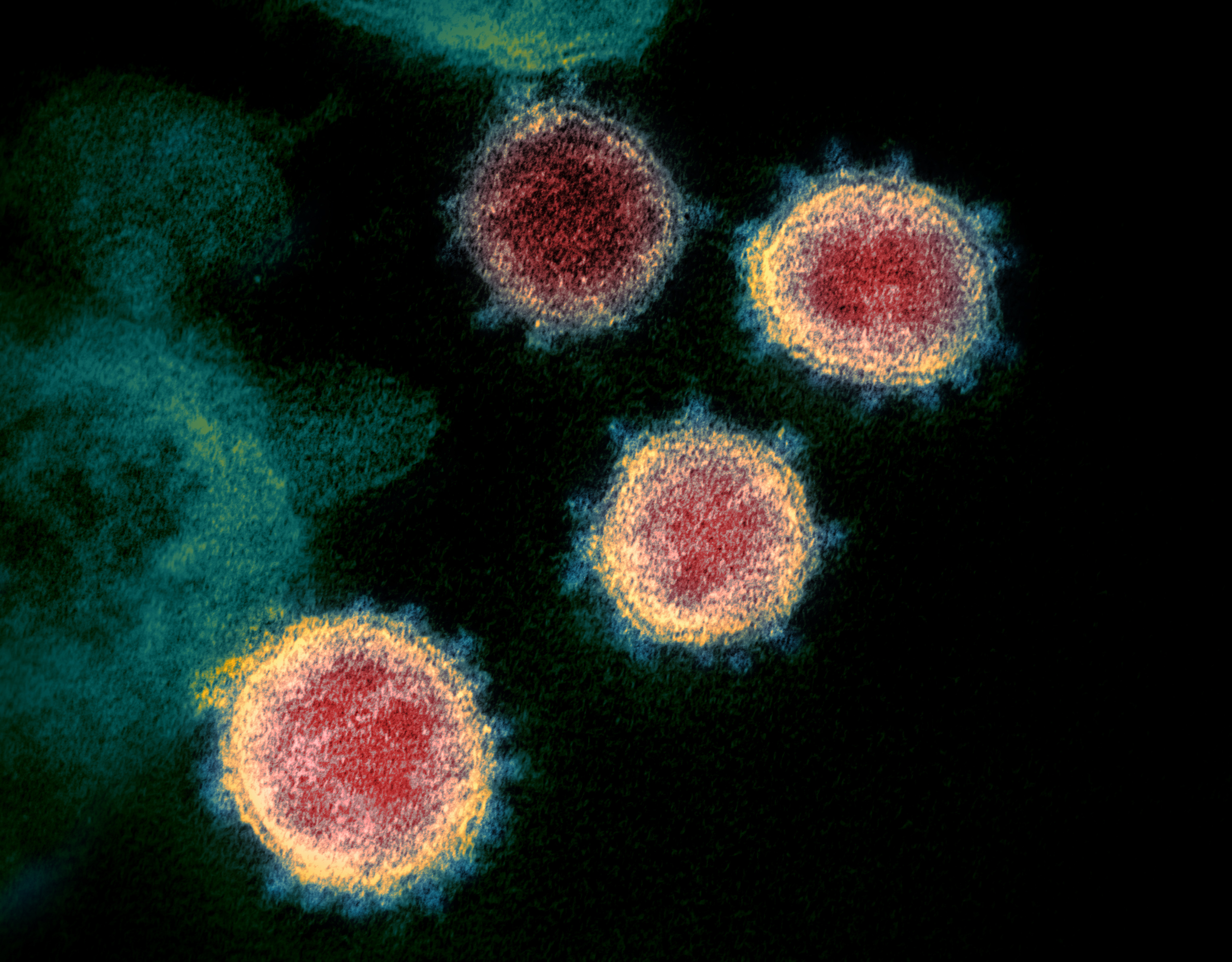
Imagen del SARS-CoV-2 captada a través de un microscopio electrónico de transmisión del Instituto Nacional de Alergias y Enfermedades Infecciosas.

Casos sospechosos
Primeros casos

## Contexto
El 15 de marzo, el Gobierno del Perú decretó «estado de emergencia» y «aislamiento social obligatorio» (cuarentena) a nivel nacional que regiría desde las 00:00 horas del 16 de marzo por un periodo de 15 días, incluyendo el «toque de queda» nocturno y dominical que fue establecida el 18 de marzo. Estas medidas fueron recurrentemente extendidas hasta en cinco oportunidades, llegando a ampliarse hasta finales de junio. El 26 de junio, el gobierno amplió nuevamente el estado de emergencia hasta el 31 de julio, pero esta vez la cuarentena general fue cambiada por un «aislamiento social focalizado» para menores de 14 y mayores de 65 años, la Provincia Constitucional del Callao y la Provincia de Lima fueron excluidas del aislamiento social obligatorio.

## Estadísticas

### Por distrito en Lima
| Área administrativa     | Casos   | Muertos | Letalidad | Casos /100 000 hab | Muertos /100 000 hab | Población (proy. 2020) |
| Provincia de Lima       | 711 139 | 21 796  | 3.06%     | 7350.5             | 225.3                | 9 674 755              |
| ----------------------- | ------- | ------- | --------- | ------------------ | -------------------- | ---------------------- |
| San Juan de Lurigancho  | 63 197  | 2382    | 3.77%     | 5366.5             | 202.3                | 1 177 629              |
| Lima                    | 59 137  | 1674    | 2.83%     | 22 117.3           | 626.1                | 267 379                |
| San Martín de Porres    | 43 645  | 1578    | 3.62%     | 5865.9             | 212.1                | 744 050                |
| Comas                   | 37 042  | 1397    | 3.77%     | 6454.6             | 243.4                | 573 884                |
| Jesús María             | 34 479  | 429     | 1.24%     | 42 179.8           | 524.8                | 81 743                 |
| Ate                     | 33 277  | 1211    | 3.64%     | 4960.7             | 180.5                | 670 818                |
| Villa El Salvador       | 26 881  | 1287    | 4.79%     | 6341.5             | 303.6                | 423 887                |
| San Juan de Miraflores  | 25 935  | 965     | 3.72%     | 6281.7             | 233.7                | 412 865                |
| Villa María del Triunfo | 25 881  | 924     | 3.57%     | 5909.0             | 211.0                | 437 992                |
| Los Olivos              | 25 714  | 763     | 2.97%     | 7305.5             | 216.8                | 351 983                |
| Santiago de Surco       | 22 788  | 654     | 2.87%     | 5584.1             | 160.3                | 408 086                |
| Chorrillos              | 20 590  | 724     | 3.52%     | 5784.1             | 203.4                | 355 978                |
| El Agustino             | 18 860  | 654     | 3.47%     | 8496.5             | 294.6                | 221 974                |
| Puente Piedra           | 18 357  | 490     | 2.67%     | 4637.7             | 123.8                | 395 819                |
| La Victoria             | 17 411  | 835     | 4.80%     | 9230.8             | 442.7                | 188 619                |
| Carabayllo              | 15 942  | 499     | 3.13%     | 3981.4             | 124.6                | 400 414                |
| Rímac                   | 15 481  | 613     | 3.96%     | 8588.2             | 340.1                | 180 260                |
| Santa Anita             | 15 447  | 597     | 3.86%     | 6965.1             | 269.2                | 221 776                |
| Independencia           | 15 356  | 530     | 3.45%     | 6890.7             | 237.8                | 222 850                |
| San Miguel              | 11 408  | 312     | 2.73%     | 6582.5             | 180.0                | 173 309                |
| Lurigancho              | 10 021  | 282     | 2.81%     | 3538.1             | 99.6                 | 283 231                |
| La Molina               | 9532    | 273     | 2.86%     | 5948.4             | 170.4                | 160 244                |
| Miraflores              | 9048    | 253     | 2.80%     | 8312.0             | 232.4                | 108 855                |
| San Borja               | 9030    | 200     | 2.21%     | 7104.5             | 157.4                | 127 102                |
| Surquillo               | 8787    | 280     | 3.19%     | 8757.3             | 279.1                | 100 339                |
| Breña                   | 8221    | 397     | 4.83%     | 8829.2             | 426.4                | 93 111                 |
| Pueblo Libre            | 6864    | 248     | 3.61%     | 7301.4             | 263.8                | 94 010                 |
| Lince                   | 6258    | 240     | 3.84%     | 10 503.9           | 402.8                | 59 578                 |
| San Isidro              | 5609    | 98      | 1.75%     | 8284.7             | 144.7                | 67 703                 |
| Magdalena del Mar       | 5590    | 152     | 2.72%     | 8581.6             | 233.3                | 65 139                 |
| Pachacámac              | 5040    | 134     | 2.66%     | 3546.0             | 94.3                 | 142 133                |
| San Luis                | 4722    | 132     | 2.80%     | 8463.4             | 236.6                | 55 793                 |
| Lurín                   | 4578    | 158     | 3.45%     | 4180.6             | 144.3                | 109 506                |
| Ancón                   | 3401    | 95      | 2.79%     | 4113.6             | 114.9                | 82 677                 |
| Chaclacayo              | 3318    | 93      | 2.80%     | 7514.1             | 210.6                | 44 157                 |
| Barranco                | 3081    | 121     | 3.93%     | 8578.6             | 336.9                | 35 915                 |
| Cieneguilla             | 1060    | 32      | 3.02%     | 2714.1             | 81.9                 | 39 055                 |
| Pucusana                | 986     | 32      | 3.25%     | 5934.4             | 192.6                | 16 615                 |
| Santa Rosa              | 937     | 23      | 2.45%     | 2469.7             | 60.6                 | 37 940                 |
| San Bartolo             | 558     | 17      | 3.05%     | 6397.6             | 194.9                | 8722                   |
| Punta Hermosa           | 469     | 10      | 2.13%     | 2109.8             | 45.0                 | 22 230                 |
| Punta Negra             | 424     | 6       | 1.42%     | 5143.8             | 72.8                 | 8243                   |
| Santa María del Mar     | 163     | 2       | 1.23%     | 14 273.2           | 175.1                | 1142                   |
| En investigación        | 56 614  | 15      | -         | -                  | -                    | -                      |